# Nishi-Umeda (métro d'Osaka)
Nishi-Umeda (西梅田駅, Nishi-Umeda-eki) est une station du métro d'Osaka sur la ligne Yotsubashi, dans le quartier d'Umeda de l'arrondissement de Kita à Osaka.

## Situation sur le réseau
La station Nishi-Umeda est située au début de la ligne Yotsubashi.

## Histoire
La station a été inaugurée le 1er octobre 1965.

## Services aux voyageurs

### Accès et accueil
La station est ouverte tous les jours.

### Desserte
- Ligne Yotsubashi :
  - voies 1 et 2 : direction Suminoekoen.

### Intermodalité
La station fait partie d'un vaste complexe comprenant :
- la gare d'Osaka-Umeda (Hankyu, Hanshin) ;
- la gare d'Osaka (JR West) ;
- la gare de Kitashinchi (JR West) ;
- la station Umeda (ligne Midōsuji du métro d'Osaka) ;
- la station Higashi-Umeda (ligne Tanimachi).

## Dans les nvirons
- Umeda